# Salindres
 Salindres  es una población y comuna francesa, situada en la región de Occitania, departamento de Gard, en el distrito de Alès y cantón de Alès-Sud-Est.

## Demografía
| 300 | 369 | 548 | 2051 | 2551 | 2816 | 3126 | 3889 | 3845 | 3666 | 3459 | 3213 | 3055 | 3056 | 3190 | 3494 |
| Para los censos de 1962 a 1999 la población legal corresponde a la población sin duplicidades (Fuente: INSEE [Consultar]) |     |     |      |      |      |      |      |      |      |      |      |      |      |      |      |